# Brajda-Dolac
Brajda-Dolac (olaszul: Braida-Dolaz) Fiume városrésze Horvátországban, Tengermellék-Hegyvidék megyében.

## Fekvése
Fiume központjában fekszik. Északnyugaton Potok, északon Belveder, északkeleten Kozala és Školjić-Stari grad, keleten Luka városrésszel, délen a tengerrel határos. Városiasodott területén számos reprezentatív épület, kulturális és oktatási intézmény található.

## Nevezetességei
- Kormányzói palota
- Lourdes-i Szűzanya kapucinus templom
- Polech-palota
- Jadran-palota
- Cukorgyár-palota
- Fiumei magasház
- Egyetemi könyvtár